# 本当にあった!!都市伝説2
『本当にあった!!都市伝説2』（ほんとうにあったとしでんせつつー）は、2003年公開の田川幹太監督のオリジナルビデオ作品である。

## 概要
大ヒットを記録した前作の続編となる。
今作からストーリーテラーがかわさきひろゆきに変わり、前作同様、都市伝説全33話を再現ドラマを交えて語られる内容。

## 収録談話
1. 『擦る音』（再現ドラマ）
2. 『歩行者道路標識』
3. 『100キロばばあ』
4. 『ギロチン』
5. 『切断強盗』
6. 『アラブ人への恩返し』
7. 『骨を喰う男』
8. 『当たり屋FAX』
9. 『人柱伝説』
10. 『退学』
11. 『舐められた手』
12. 『首なしライダー』
13. 『引きずられた死体』
14. 『道端の幽霊』
15. 『残されていたもの』(再現ドラマ)
16. 『深泥地』
17. 『腕が・・・』
18. 『フルフェイスヘル』
19. 『おんぶ』
20. 『犬顔人』
21. 『原子力』
22. 『明智光秀』
23. 『手を振って』
24. 『真空波』
25. 『歩くマリア像』
26. 『像の呪い』
27. 『赤墓』
28. 『ほくろ』
29. 『開けてくれ』
30. 『山の家』
31. 『今度は・・・』
32. 『道案内する同乗者』（再現ドラマ）
33. 『激突!』

## 出演者
- かわさきひろゆき
- 桜庭あつこ
- 小原加奈子他
- 鈴木栄一郎（ナレーター）